# Wget
GNU Wget è un gestore di download libero, multipiattaforma, parte del progetto GNU. Supporta i protocolli HTTP, HTTPS e FTP.

## Storia
Nato nel 1996, nel periodo in cui il web ha conosciuto una forte diffusione tra il grande pubblico, è incluso in Unix e Linux. Scritto in C portabile, può essere installato in tutti i sistemi POSIX. In particolare esistono versioni per macOS, Microsoft Windows, AmigaOS e OpenVMS.

## Autori
GNU Wget è stato scritto da Hrvoje Nikšić con la collaborazione di altre persone come Dan Harkless, Ian Abbott e Mauro Tortonesi. Gli altri contributori importanti sono scritti nel file AUTHORS incluso nei sorgenti e che accompagna i vari binari, tutti gli altri sono riportati nei ChangeLog. L'attuale manutentore di wget è Giuseppe Scrivano.

## Caratteristiche
È uno strumento non interattivo che funziona tramite riga di comando e per questo può essere utilizzato in script, aggiunto tra le righe di crontab e usato senza bisogno di ricorrere a X-Window.
Wget può seguire i collegamenti nelle pagine HTML e XHTML e creare la versione locale di un sito remoto, ricostruendo interamente la struttura delle directory originale. Questo comportamento è ciò che normalmente si intende per "download ricorsivo". In questo, Wget rispetta i cosiddetti Robots Exclusion Standard (cioè i file /robots.txt). Wget può essere impostato per convertire i collegamenti delle pagine scaricate per permettere la visione senza bisogno di collegamento a Internet.
Wget è stato progettato per essere affidabile su collegamenti di rete lenti o instabili; in caso d'errore wget continuerà a provare finché non riuscirà a scaricare l'intero file. Nel caso il server lo supporti, ricomincerà a scaricare da dove si era interrotto.

## Uso di Wget
Esempi di uso di wget:
- Scaricare la pagina principale di Wikipedia in italiano, il file si chiamerà Pagina_Principale:

```
wget http://it.wikipedia.org/
```

- Scaricare il sorgente dell'ultima versione di wget:

```
wget ftp://ftp.gnu.org/pub/gnu/wget/wget-latest.tar.gz
```

- Scaricare solo la pagina iniziale di Wikipedia in italiano (-k) e tutti i file che servono a visualizzarla (-p):

```
wget -p -k http://it.wikipedia.org/
```

- Scaricare interamente it.wikipedia.org (attenzione, solo a scopo informativo, da non eseguire; se si ha intenzione di scaricare tutta Wikipedia, leggere Aiuto:Download di Wikipedia):

```
wget -r -l 0 http://it.wikipedia.org/
```

## Interfacce grafiche

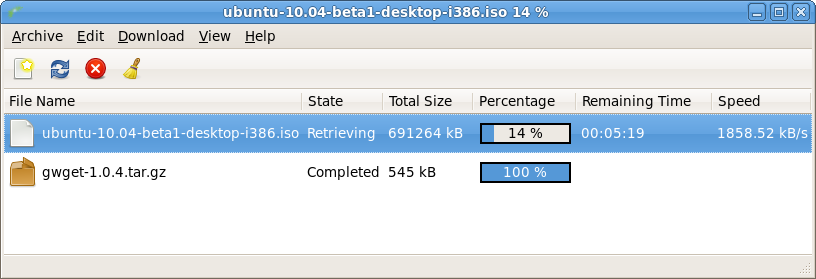
gwget

Esistono anche programmi grafici che permettono di usare Wget con mouse e finestre, come gwget per GNOME e wGetGUI per Windows.